# 1825
| [ Edytuj tabelę ]                                   | |
| Król Polski (tytularny)                             | - 1815 Aleksander I Romanow 1825 - 1825 Mikołaj I Romanow 1830                                                                           |
| Emir Afganistanu                                    | - 1818 Al-Rajuo Ballaha 1842 |
| Współksiążęta Andory                                | - 1824 Isidor Bonifaci López y Pulido 1827 - 1824 Karol X Burbon 1830                                                                    |
| Cesarz Austrii                                      | - 1804 Franciszek II Habsburg 1835 |
| Król Bawarii                                        | - 1805 Maksymilian I Józef 1825 - 1825 Ludwik I 1848                                                                                     |
| Prezydent Boliwii                                   | - 1825 Simón Bolívar 1826 |
| Cesarz Brazylii                                     | - 1822 Pedro I 1831 |
| Sułtan Brunei                                       | - 1807 Muhammad Kanzul Alam 1829 - 1825 Muhammad Alam 1828                                                                               |
| Cesarz Chin                                         | - 1820 Daoguang 1850 |
| Król Czech                                          | - 1792 Franciszek II Habsburg 1835 |
| Król Danii                                          | - 1808 Fryderyk VI 1839 |
| Dalajlama                                           | - 1816 Cultrim Gjaco 1837 |
| Władca Egiptu                                       | - 1805 Muhammad Ali 1848 |
| Premier Francji                                     | - 1821 Jean-Baptiste de Villèle 1828 |
| Król Francji                                        | - 1824 Karol X Burbon 1830 |
| Prezydent Haiti                                     | - 1818 Jean-Pierre Boyer 1843 |
| Król Hawajów                                        | - 1824 Kamehameha III 1854 |
| Król Hiszpanii                                      | - 1813 Ferdynand VII 1833 |
| Król Holandii                                       | - 1815 Wilhelm I 1840 |
| Szach Iranu                                         | - 1797 Fath Ali Szah 1834 |
| Państwo Wielkich Mogołów                            | - 1806 Akbar Szah II 1837 |
| Król Irlandii                                       | - 1820 Jerzy IV Hanowerski 1830 |
| Cesarz Japonii                                      | - 1817 Ninkō 1846 |
| Kalif                                               | - 1808 Mahmud II 1839 |
| Patriarcha Konstantynopola                          | - 1824 Chryzant I 1826 |
| Władca Korei                                        | - 1800 Sunjo 1834 |
| Emir Kuwejtu                                        | - 1814 Dżabir I 1859 |
| Książę Liechtensteinu                               | - 1805 Jan I 1836 |
| Wielki książę Luksemburga                           | - 1815 Wilhelm I 1840 |
| Sułtan Maroka                                       | - 1822 Abd ar-Rahman 1859 |
| Prezydent Meksyku                                   | - 1824 Guadalupe Victoria 1829 |
| Książę Monako                                       | - 1819 Honoriusz V 1841 |
| Król Nawarry                                        | - 1824 Karol X 1830 |
| Król Nepalu                                         | - 1816 Rajendra 1847 |
| Premier Nepalu                                      | - 1806 Bhimsen Thapa 1837 |
| Król Norwegii                                       | - 1818 Karol III Jan 1844 |
| Sułtan Omanu                                        | - 1807 Sa’id ibn Sultan 1856 |
| Papież                                              | - 1823 Leon XII 1829 |
| Konsul Paragwaju                                    | - 1814 José Gaspar Rodríguez de Francia 1840                                                                                             |
| Książę Parmy i Piacenzy                             | - 1814 Maria Ludwika 1847 |
| Prezydent Peru                                      | - 1824 Simón Bolívar 1826 |
| Król Portugalii                                     | - 1816 Jan VI 1826 |
| Król Prus                                           | - 1797 Fryderyk Wilhelm III 1840 |
| Car Rosji                                           | - 1801 Aleksander I 1825 - 1825 Mikołaj I 1855                                                                                           |
| Król Saksonii                                       | - 1806 Fryderyk August I 1827 |
| Kapitanowie Regenci San Marino                      | - 1824 Luigi Giannini Bartolomeo Bartolotti 1825 - 1825 Raffaele Gozi Pietro Berti 1825 - 1825 Camillo Bonelli Pier Antonio Damiani 1826 |
| Książę Serbii                                       | - 1815 Miłosz I Obrenowić 1839 |
| Król Sardynii                                       | - 1821 Karol Feliks 1831 |
| Król Szwecji                                        | - 1818 Karol XIV Jan 1844 |
| Król Tajlandii                                      | - 1824 Rama III 1851 |
| Sułtan Turków                                       | - 1808 Mahmud II 1839 |
| Prezydent USA                                       | - 1817 James Monroe 1825 - 1825 John Quincy Adams 1829                                                                                   |
| Król Węgier                                         | - 1792 Franciszek 1835 |
| Monarcha Wielkiej Brytanii                          | - 1820 Jerzy IV 1830 |
| Premier Wielkiej Brytanii                           | - 1812 Robert Jenkinson 1827 |
| Cesarz Wietnamu                                     | - 1820 Minh Mạng 1841 |
| Prezydent Wielkiej Kolumbii                         | - 1819 Simón Bolívar 1830 |
| Prezydent Zjednoczonych Prowincji Ameryki Środkowej | - 1823 José Cecilo del Valle 1825 - 1825 Manuel José Arce 1829                                                                           |

Rok 1825 / MDCCCXXV
stulecia: XVIII wiek ~
XIX wiek ~
XX wiek

dziesięciolecia:
1790–1799 •
1800–1809 •
1810–1819 •
1820–1829
• 1830–1839
• 1840–1849
• 1850–1859

lata: 1815 «
1820 «
1821 «
1822 «
1823 «
1824 «
1825
» 1826
» 1827
» 1828
» 1829
» 1830
» 1835

## Wydarzenia w Polsce
- Zwołano trzeci sejm Królestwa Polskiego (tzw. kongresowego).
- 13 lutego – król Aleksander wprowadził poprawkę do konstytucji znoszącą jawność obrad Sejmu.
- 13 czerwca – Sejm podjął decyzję o utworzeniu w Warszawie Towarzystwa Kredytowego Ziemskiego, na wzór pruski. Organizacja ta miała wspierać właścicieli ziemskich, co pozwalało nie tylko oddłużyć, ale także zmodernizować majątki.
- 1 lipca – został wydany dekret carski o utworzeniu Warszawskiej Szkoły Rabinów.

- W Królestwie Polskim zniesiono śmierć cywilną.
- Zmarł najstarszy obywatel Rzeczypospolitej Krakowskiej, Piotr Librowski, który przeżył 124 lata i 6 miesięcy.

## Wydarzenia na świecie
- 18 stycznia – zainaugurował działalność odbudowany po pożarze Teatr Wielki w Moskwie.
- 9 lutego – Izba Reprezentantów USA wybrała na prezydenta – z racji braku rozstrzygnięcia w Kolegium Elektorów – Johna Quincy Adamsa.
- 25 lutego – została ustanowiona flaga Peru.
- 28 lutego – zawarto układ rosyjsko-brytyjski ustalający granicę między Alaską a Kanadą.
- 2 marca – 7 tys. osób zginęło w trzęsieniu ziemi w algierskim mieście Al-Bulajda.
- 4 marca – John Quincy Adams został 6. prezydentem Stanów Zjednoczonych.
- 13 marca – papież Leon XII wydał encyklikę Quo graviora potępiającą wolnomularstwo.
- 15 kwietnia – wojna o niepodległość Grecji: wojska tureckie rozpoczęły oblężenie Missolungi.
- 19 kwietnia – oddział tzw. Trzydziestu Trzech Orientalczyków dowodzony przez Juana Antonio Lavelleja wkroczył z Argentyny na terytorium okupowanego przez Brazylię Urugwaju, w celu rozpoczęcia walk o wyzwolenie kraju.
- 18 maja – generał w greckiej wojnie o niepodległość Theodoros Kolokotronis został zwolniony z tureckiego więzienia.
- 29 maja – Karol X został koronowany w Reims na króla Francji.
- 15 czerwca – został położony kamień węgielny pod nowoczesny Most Londyński.
- 19 czerwca – w Teatrze Włoskim w Paryżu wystawiono operę Podróż do Reims Gioaccina Rossiniego.
- 14 lipca – Kamehameha III został królem Hawajów.
- 18 lipca – została odkryta Kometa Ponsa.
- 30 lipca – odkryto wyspę Malden.
- 6 sierpnia – Boliwia ogłosiła niepodległość (od Hiszpanii).
- 25 sierpnia – Urugwaj proklamował niepodległość (od Brazylii).
- 27 września – otwarcie pierwszej linii kolejowej w Anglii.
- 12 października – wojna brazylijsko-argentyńska: zwycięstwo powstańców urugwajskich nad brazylijską milicją w bitwie pod Sarandi.
- 3 grudnia – Ziemia van Diemena (Tasmania) została samodzielną kolonią. Wcześniej była częścią Nowej Południowej Walii.
- 12 grudnia – w Wiedniu położono kamień węgielny pod budowę synagogi Stadttempel według projektu architekta Josepha Kornhäusela.
- 14-26 grudnia – powstanie w Petersburgu wzniecone przez Towarzystwo Północne, znane jako powstanie dekabrystów. Powstanie zostało stłumione, natomiast jego przywódcy aresztowani i skazani na karę śmierci.

- Początek ruchu robotniczego w Anglii.
- Kongres USA zdecydował o wysiedleniu Indian ze wschodnich terenów Stanów i przesiedleniu ich na zachód od rzeki Missisipi.
- W Wielkiej Brytanii uznano legalność istnienia i działania związków zawodowych
- Pod względem populacji Londyn (1,35 mln mieszk.) wyprzedził Pekin i stał się największym miastem świata.
- Louis Braille opracował alfabet Braille’a.

## Urodzili się
- 3 lutego – Walenty Winkler, górnośląski poeta (zm. 1888)
- 8 marca – Alexander Augusta, pierwszy w historii US Army Afroamerykanin pełniący służbę jako chirurg wojskowy (zm. 1890)
- 23 marca – Theodor Bilharz, niemiecki lekarz, pionier parazytologii (zm. 1862)
- 25 marca:
  - Maria od Opatrzności, francuska zakonnica, błogosławiona katolicka (zm. 1871)
  - Max Schultze, niemiecki anatom i histolog (zm. 1874)
- 29 marca – Franciszek Faà di Bruno, włoski ksiądz, błogosławiony katolicki (zm. 1888)
- 4 kwietnia – Đuro Daničić, serbski filolog, tłumacz i leksykograf (zm. 1882)
- 17 kwietnia: 
  - Aniceto Ortega, meksykański lekarz, kompozytor i pianista (zm. 1875)
  - Izydor Kopernicki, polski lekarz, antropolog, etnograf (zm. 1891)
- 4 maja – Thomas Henry Huxley, angielski zoolog, paleontolog, filozof i fizjolog (zm. 1895)
- 5 maja – Maksymilian Fajans, polski litograf, fotograf i rysownik (zm. 1890)
- 15 maja – Maria Teresa Scrilli, włoska zakonnica, założycielka Sióstr Matki Bożej z Góry Karmel, błogosławiona katolicka (zm. 1889)
- 16 maja – Maria Angela (Zofia Kamila Truszkowska), założycielka Zgromadzenia Sióstr Felicjanek, błogosławiona katolicka (zm. 1899)
- 18 maja – Daniel Wesson, amerykański wynalazca i konstruktor broni strzeleckiej (zm. 1906)
- 5 czerwca – Felicjan Faleński, polski poeta, dramatopisarz, prozaik, tłumacz (zm. 1910)
- 8 czerwca – Karol Ludwik Pollner, polski duchowny katolicki, biskup pomocniczy kujawsko-kaliski (zm. 1887)
- 16 czerwca – Aleksander Kazimierz Bereśniewicz, polski duchowny katolicki, arcybiskup metropolita warszawski (zm. 1902)
- 22 czerwca – Włodzimierz Dzieduszycki, hrabia, polski przyrodnik, mecenas nauki i kultury (zm. 1899)
- 19 lipca – George H. Pendleton, amerykański prawnik, polityk, senator ze stanu Ohio (zm. 1889)
- 21 lipca – Wincenty Teofil Popiel, polski duchowny katolicki, arcybiskup metropolita warszawski (zm. 1912)
- 24 lipca – Alojzy Maria Monti, włoski zakonnik, błogosławiony katolicki (zm. 1900)
- 15 sierpnia – Bernardo Guimarães, brazylijski pisarz (zm. 1884)
- 11 października – Conrad Ferdinand Meyer, szwajcarski pisarz (zm. 1898)
- 22 października – Karol Miarka, polski pisarz, działacz narodowy na Górnym Śląsku (zm. 1882)
- 25 października – Johann Strauss (syn), kompozytor austriacki (zm. 1899)
- 31 października – Maria Teresa Scherer, szwajcarska zakonnica, współzałożycielka Sióstr Miłosierdzia od Krzyża Świętego w Ingenbohl, błogosławiona katolicka (zm. 1888)
- 2 grudnia – Piotr II, cesarz Brazylii (zm. 1891)
- 5 grudnia – Eugenie Marlitt, niemiecka pisarka (zm. 1887)
- 16 grudnia – Robert Prescott Stewart, irlandzki kompozytor, organista, dyrygent i pedagog (zm. 1894)

- data dzienna nieznana: 
  - Jan Chrzciciel Luo Tingyin, chiński męczennik, święty katolicki (zm. 1861)
  - Barbara Yi, koreańska męczennica, święta katolicka (zm. 1839)

## Zmarli
- 4 stycznia – Ferdynand I Burbon, od 1759 król Neapolu i Sycylii, od 1816 król Obojga Sycylii (ur. 1751)
- 5 lutego – Elżbieta Canori Mora, włoska tercjarka, błogosławiona (ur. 1774)
- 26 lutego – Antonio Onofri, polityk San Marino (ur. 1759)
- 4 marca – Raphaelle Peale, amerykański malarz (ur. 1774)
- 27 kwietnia – Dominique Vivant Denon, baron, francuski podróżnik, archeolog, egiptolog, dyplomata (ur. 1747)
- 30 kwietnia – Christian Genersich, teolog, mineralog i geolog badający Tatry (ur. 1759)
- 7 maja – Antonio Salieri, włosko-austriacki kompozytor, kapelmistrz i pedagog (ur. 1750)
- 16 września – Franciszek Karpiński, polski poeta oświeceniowy (ur. 1741)
- 13 października – Maksymilian I Józef, król Bawarii (ur. 1756)
- 14 listopada – Jean Paul, niemiecki pisarz (ur. 1763)
- 17 listopada – Zorian Dołęga-Chodakowski, polski etnograf, archeolog, historyk i słowianofil; jeden z głównych prekursorów badań nad Słowiańszczyzną (ur. 1784).
- 1 grudnia – Aleksander I, car Rosji, król Polski (ur. 1777)
- 20 grudnia – Tymoteusz Gorzeński, biskup diecezjalny poznański w latach 1809–1821 (od 1821 arcybiskup metropolita), arcybiskup metropolita gnieźnieński i prymas Polski w latach 1821–1825 (ur. 1743)
- 29 grudnia – Jacques-Louis David, francuski malarz (ur. 1748)
- data dzienna nieznana:
  - Abd al-Rahman al-Dżabarti, egipski kronikarz i historyk (ur. 1753?)

## Święta ruchome
- Tłusty czwartek: 10 lutego
- Ostatki: 15 lutego
- Popielec:24 lutego
- Niedziela Palmowa: 27 marca
- Wielki Czwartek: 31 marca
- Wielki Piątek: 1 kwietnia
- Wielka Sobota: 2 kwietnia
- Wielkanoc: 3 kwietnia
- Poniedziałek Wielkanocny: 4 kwietnia
- Wniebowstąpienie Pańskie: 12 maja
- Zesłanie Ducha Świętego: 22 maja
- Boże Ciało: 2 czerwca